# Piechy (województwo mazowieckie)
Piechy – kolonia w Polsce, w województwie mazowieckim, w powiecie przasnyskim, w gminie Czernice Borowe.
Do 2023 miejscowość była kolonią wsi Miłoszewiec.
W latach 1975–1998 kolonia administracyjnie należała do województwa ciechanowskiego.